# 松緑貢兵衛
松緑 貢兵衛（まつみどり こうべえ、1923年12月28日 - 2008年）は、二所ノ関部屋に所属した元力士。元年寄、19代湊、11代片男波、5代尾車。本名は中山 貢兵衛（なかやま こうべえ）。高知県安芸郡出身。170cm、99kg。最高位は東十両5枚目。得意技は右四つ、寄り。

## 経歴
1940年1月場所に初土俵。1949年1月場所に玉輝 貢兵衛（たまひかりこうべえ）の四股名で十両昇進。しかし、負傷もあって2場所で幕下へ陥落した。1950年1月場所に十両に復帰するが、1951年9月場所に右足首を骨折して途中休場、再び幕下へ陥落した。幕下陥落後も負傷の影響で低迷していたが、徐々に調子を取り戻し1954年1月場所に再び十両へ復帰した。復帰後も十両で相撲を取ることが多かったが、再び右足首を骨折して途中休場した1956年9月場所に引退し、年寄・湊を襲名した。その後片男波、尾車に名跡を変更し、1962年11月に廃業。飲食店を経営していたが持病の悪化のため2008年死去。
前捌きの巧さを活かして右四つで攻める相撲が持ち味だったが、離れても突き押しからの去なしが巧かったので押し相撲を得意とする相手にも互角に戦うことができた。

## 主な成績
- 通算成績：237勝235敗31休 勝率.502
- 十両成績：121勝142敗20休 勝率.460
- 現役在位：46場所
- 十両在位：19場所
- 各段優勝
  - 幕下優勝：1回（1953年9月場所）

### 場所別成績
| 1940年 （昭和15年） | （前相撲）         | x                | 東序ノ口20枚目 4–4    | x                       |
| 1941年 （昭和16年） | 西序二段79枚目 4–4 | x                | 西序二段42枚目 5–3    | x                       |
| 1942年 （昭和17年） | 東三段目54枚目 2–6 | x                | 東序二段16枚目 7–0    | x                       |
| 1943年 （昭和18年） | 西三段目31枚目 5–3 | x                | 西三段目11枚目 7–1    | x                       |
| 1944年 （昭和19年） | 東幕下30枚目 2–6   | x                | 東幕下41枚目 1–4      | 西三段目24枚目 3–2      |
| 1945年 （昭和20年） | x                  | x                | 東三段目2枚目 3–2     | 東幕下17枚目 3–2        |
| 1946年 （昭和21年） | x                  | x                | 国技館修理 のため中止 | 西幕下11枚目 4–3        |
| 1947年 （昭和22年） | x                  | x                | 西幕下5枚目 2–3       | 西幕下8枚目 3–3         |
| 1948年 （昭和23年） | x                  | x                | 西幕下6枚目 3–3       | 東幕下5枚目 4–2         |
| 1949年 （昭和24年） | 西十両15枚目 7–6   | x                | 西十両8枚目 1–8–6     | 東幕下筆頭 10–5         |
| 1950年 （昭和25年） | 西十両12枚目 8–7   | x                | 東十両6枚目 8–7       | 東十両5枚目 5–10        |
| 1951年 （昭和26年） | 東十両10枚目 8–7   | x                | 東十両8枚目 6–9       | 西十両11枚目 3–2–10     |
| 1952年 （昭和27年） | 東幕下2枚目 0–4–11 | x                | 西幕下14枚目 5–10     | 西幕下24枚目 10–5       |
| 1953年 （昭和28年） | 西幕下16枚目 9–6   | 西幕下8枚目 3–5  | 西幕下13枚目 5–3      | 東幕下5枚目 優勝 7–1    |
| 1954年 （昭和29年） | 西十両20枚目 8–7   | 西十両15枚目 7–8 | 東十両17枚目 8–7      | 東十両15枚目 6–9        |
| 1955年 （昭和30年） | 東十両19枚目 7–8   | 西十両20枚目 6–9 | 東幕下筆頭 5–3        | 西十両20枚目 8–7        |
| 1956年 （昭和31年） | 西十両17枚目 7–8   | 東十両19枚目 7–8 | 西十両19枚目 7–8      | 西十両21枚目 引退 4–7–4 |
| 各欄の数字は、「勝ち-負け-休場」を示す。 優勝 引退 休場 十両 幕下 三賞：敢=敢闘賞、殊=殊勲賞、技=技能賞 その他：★=金星 番付階級：幕内 - 十両 - 幕下 - 三段目 - 序二段 - 序ノ口 幕内序列：横綱 - 大関 - 関脇 - 小結 - 前頭（「#数字」は各位内の序列） |                    |                  |                       |                         |

## 改名歴
- 玉輝 貢兵衛（たまひかり こうべえ）1940年1月場所 - 1951年1月場所
- 玉晃 貢兵衛（たまひかり こうべえ）1951年5月場所 - 1952年1月場所
- 松緑 貢兵衛（まつみどり こうべえ）1952年5月場所 - 1956年9月場所

## 年寄変遷
- 湊 貢兵衛（みなと こうべえ）1956年9月 - 1957年8月場所
- 片男波 貢兵衛（かたおなみ こうべえ）1957年9月 - 1961年1月
- 尾車 貢兵衛（おぐるま こうべえ）1961年1月 - 1962年11月